# Zakochani rywale
Zakochani rywale (ang. What Rats Won’t Do) – brytyjska komedia romantyczna z 1998 roku. Film kręcono w Londynie.

## Fabuła
Jack i Kate są adwokatami, stojącymi po przeciwnej stronie barykady. Ich klienci procesują się ze sobą w sprawie pewnego testamentu. Klient Kate – wydziedziczony syn milionera, dochodzący swoich praw do spadku po ojcu oraz klientka Jacka – młoda kobieta próbująca udowodnić swą wielką miłość do człowieka który mógł być jej dziadkiem. Kate z góry ma sprawę wygraną jednak odkrywa coś co przemawia za klientką Jacka. Czy pomoże wygrać rywalowi i czy połączy ich coś jeszcze poza zawodem?

## Obsada
- James Frain jako Jack Sullivan
- Natascha McElhone jako Kate Beckenham
- Parker Posey jako Mirella Burton
- Peter Capaldi jako Tony
- Michael Gough jako sędzia
- Philip Jackson jako ojciec Jacka
- Freddie Jones jako sędzia Foster
- Charles Dance jako pan Burton Jr.

i inni